# Burgers' Ocean
Burgers' Ocean is het openbaar aquarium in Burgers' Zoo, de dierentuin van Arnhem. Het aquarium heeft een inhoud van ruim acht miljoen liter en is een zogenaamd ecodisplay van zowel flora (met name algen) als fauna van de oceaan van Zuidoost-Azië. Bezoekers worden achtereenvolgens langs presentaties van het leven aan de kust, de koraalriffen, de open oceaan en de diepzee geleid. Burgers' Ocean werd geopend in 2000 en is alleen toegankelijk via Burgers' Bush.

## Het aquarium
Burgers' Ocean omvat een aantal grote bassins waarin veel verschillende soorten samenleven, en een reeks kleinere bassins waarin een of enkele specifieke soorten worden getoond. Omdat niet alle diersoorten overdag actief zijn, wordt in een aantal bassins kunstmatig een omgekeerd dag-nachtritme aangehouden. Het grootste bassin, dat ruim 750.000 liter water bevat, is het op een na grootste aquarium in de wereld waar levende koralen in worden gehouden. De totale waterhoeveelheid ligt rond de 8 miljoen liter.
Het water in de Ocean wordt voortdurend gereinigd met behulp van biologische waterzuiveringsprocessen en eiwitafschuimers. Dat is noodzakelijk, aangezien de afvalstoffen die de dieren zelf produceren het water anders op den duur zouden vergiftigen. Er worden onder meer zandfilters ingezet, en ook bacteriën spelen een belangrijke rol. De bacteriën zijn in staat giftige (mest)stoffen, waaronder ammoniak, om te zetten.
Jaarlijks wordt bovendien circa 5 tot 10% van het water in het aquarium vervangen door vers, kunstmatig geproduceerd zeewater. Dit water, dat gemaakt wordt op basis van volledig gezuiverd water en zeezout, wordt ook toegevoegd om het verlies van water door de zuiveringsprocessen en door verdamping te compenseren. Vooral uit het grote koraalrifbassin, waar bijzonder sterke lampen boven hangen om voldoende licht te creëren voor de diersoorten die erin leven, verdampen namelijk grote hoeveelheden water. Ter vergelijking, in Blijdorp wordt maandelijks zo'n 5% ververst.

## Leven
In het aquarium leven circa 3000 vissen behorend tot 160 verschillende soorten, waaronder ook haaien en roggen. Daarnaast leven er grote aantallen ongewervelden, zoals schelpen, zee-egels, zeesterren, sponsdieren, zeeanemonen en garnalen. Ook de duizenden koralen (in ruim 100 soorten) behoren tot de ongewervelden.
Het plantenleven in Burgers' Ocean bestaat voornamelijk uit algen, variërend van eencelligen (waaronder plantaardig plankton) tot algen met een lengte van meer dan 100 meter.
Hoewel het ecodisplay een benadering probeert te geven van de natuurlijke ecosystemen, worden de bassins zorgvuldig samengesteld uit soorten die met elkaar kunnen samenleven. De dieren worden dagelijks gevoerd met onder meer plankton (uit de diepvries), vis, garnalen, mosselen, et cetera.
Dit is een selectie van dieren die anno 2013 in de Burgers' Ocean te vinden zijn:
- Haaien: Zebrahaai (in het park benoemd als luipaardhaai), zwartpuntrifhaai, zwartpunthaai, epaulethaai en Japanse bakerhaai
- Roggen: reuzengitaarrog,Glaucostegus cemiculus, gevlekte adelaarsrog, blauwgevlekte pijlstaartrog, mangrove pijlstaartrog, grijze pijlstaartrog, luipaard pijlstaartrog
- Andere vissen (selectie): vossenkopvis, Picasso Doktersvis, vleermuisvis, witborstdoktersvis, stompneusmakreel, poetslipvis, Napoleonvis, juweelkardinaalbaars, grijpsnuitlipvis, driebandanemoonvis, gehoornde koffervis, Kleins koraalvlinder, gouden makreel, blauwgroen juffertje, lantaarnvis, geelstaarthorsmakreel, landkaart-kogelvis, grote barracuda, koraalduivel, gestippelde egelvis, witgevlekte kogelvis, bruine egelvis, pincetvis, zwartgevlekte murene, netmurene.